# Ferrovia Parigi-Bordeaux
La ferrovia Parigi–Bordeaux (in francese Ligne de Paris-Austerlitz à Bordeaux-Saint-Jean) è un'importante linea ferroviaria posta nel Sud-Ovest della Francia. Servendo importanti città, quali Parigi, Fleury-les-Aubrais (Orléans), Saint-Pierre-des-Corps (Tours), Châtellerault, Toul, Poitiers, Libourne e Bordeaux.

## Storia
La ferrovia è stata aperta a tratte dal 1840 al 1861.
La linea fu elettrificata in corrente continua a 1500 V tra il 1903 al 1938.

## Percorso
| Head station |

| Unknown route-map component "exCONTgq" | Unknown route-map component "eKRZoxr" | Unknown route-map component "exCONTfq" |

| Station on track |

| Unknown route-map component "CONTgq" | Unknown route-map component "ABZgr" |  |

| Station on track |

| Stop on track |

| Stop on track |

| Stop on track |

| Stop on track |

| Stop on track |

| Stop on track |

| Stop on track |

| Stop on track |

| Stop on track |

|  | Unknown route-map component "eABZg+l" | Unknown route-map component "exCONTfq" |

|  | Unknown route-map component "eABZg+l" | Unknown route-map component "exCONTfq" |

| Unknown route-map component "SPLa" |

| Unknown route-map component "vBHF" |

|  | Unknown route-map component "vSTR-ABZgl+l" | Unknown route-map component "CONTfq" |

|  | Unknown route-map component "vSTR-ABZl+l" | Unknown route-map component "KBHFeq" |

| Unknown route-map component "SPLe" |

| Unknown route-map component "exCONTgq" | Unknown route-map component "eABZgr" |  |

| Stop on track |

| Stop on track |

| Stop on track |

| Stop on track |

| Stop on track |

| Stop on track |

| Stop on track |

| Stop on track |

| Stop on track |

| Stop on track |

| Unknown route-map component "exCONTgq" | Unknown route-map component "eABZg+r" |  |

| Station on track |

| Stop on track |

| Stop on track |

| Stop on track |

| Stop on track |

| Station on track |

| Stop on track |

| Unknown route-map component "hKRZWae" |

| Stop on track |

| Unknown route-map component "CONTgq" | Unknown route-map component "KRZul+r" | Unknown route-map component "CONTfq" |

|  | Unknown route-map component "ABZg+l" | Unknown route-map component "CONTfq" |

|  | Unknown route-map component "eABZg+l" | Unknown route-map component "exLCONTfq" |

| Station on track |

| Unknown route-map component "SPLa" |

| Unknown route-map component "KBHFaq" | Unknown route-map component "vABZr+r-STR" |  |

| Unknown route-map component "SPLe" |

| Unknown route-map component "CONTgq" | Unknown route-map component "ABZgr" |  |

| Unknown route-map component "CONTgq" | Unknown route-map component "ABZgr" |  |

| Unknown route-map component "hKRZWae" |

| Unknown route-map component "CONTgq" | Unknown route-map component "ABZgr" |  |

|  | Unknown route-map component "ABZg+l" | Unknown route-map component "CONTfq" |

| Stop on track |

| Stop on track |

| Stop on track |

| Stop on track |

| Unknown route-map component "exCONTgq" | Unknown route-map component "eABZg+r" |  |

| Stop on track |

| Unknown route-map component "hKRZWae" |

|  | Unknown route-map component "eABZgl" | Unknown route-map component "exCONTfq" |

| Stop on track |

| Stop on track |

| Stop on track |

| Station on track |

| Unknown route-map component "hKRZWae" |

| Stop on track |

| Stop on track |

| Stop on track |

| Stop on track |

| Stop on track |

| Station on track |

| Stop on track |

| Unknown route-map component "exCONTgq" | Unknown route-map component "eABZg+r" |  |

| Station on track |

| Unknown route-map component "CONTgq" | Unknown route-map component "ABZgr" |  |

|  | Unknown route-map component "ABZgl" | Unknown route-map component "CONTfq" |

| Stop on track |

| Stop on track |

| Stop on track |

| Stop on track |

| Stop on track |

|  | Unknown route-map component "eABZg+l" | Unknown route-map component "exCONTfq" |

| Stop on track |

| Stop on track |

| Unknown route-map component "hKRZWae" |

| Stop on track |

|  | Unknown route-map component "ABZg+l" | Unknown route-map component "CONTfq" |

| Station on track |

| Enter and exit tunnel |

| Unknown route-map component "CONTgq" | Unknown route-map component "ABZgr" |  |

| Stop on track |

| Stop on track |

| Stop on track |

| Stop on track |

|  | Unknown route-map component "ABZg+l" | Unknown route-map component "CONTfq" |

| Station on track |

| Unknown route-map component "hKRZWae" |

| Unknown route-map component "exCONTgq" | Unknown route-map component "eABZgr" |  |

| Stop on track |

|  | Unknown route-map component "ABZg+l" | Unknown route-map component "CONTfq" |

| Station on track |

| Unknown route-map component "hKRZWae" |

| Stop on track |

| Stop on track |

| Stop on track |

| Unknown route-map component "CONTgq" | Unknown route-map component "KRZol" | Unknown route-map component "CONTfq" |

| Unknown route-map component "exLCONTgq" | Unknown route-map component "eLABZg+r" + Straight track |  |

| Stop on track |

|  | Junction both to and from left | Unknown route-map component "CONTfq" |

| Stop on track |

|  | Unknown route-map component "ABZg+l" | Unknown route-map component "CONTfq" |

| Stop on track |

| Unknown route-map component "hKRZWae" |

| Station on track |

|  | Unknown route-map component "ABZgl" | Unknown route-map component "CONTfq" |

| Continuation forward |